# Джаны-Джер (Баткенская область)
Джаны-Джер (кирг. Жаңы-Жер) — село в Баткенском районе Баткенской области Кыргызстана. Административный центр айылного аймака Торт-Гуль.

## География
Село расположено в центральной части области, на расстоянии приблизительно 7 километров (по прямой) к северо-востоку от города Баткена, административного центра области и района. Абсолютная высота — 965 метров над уровнем моря.

## Население
Согласно оценочным данным Национального статистического комитета Кыргызской Республики, численность населения села на начало 2023 года составляла 3161 человек.
| год     | 2009 | 2014 | 2015 | 2020 | 2021 | 2023 |
| ------- | ---- | ---- | ---- | ---- | ---- | ---- |
| человек | 2210 | 2698 | 2796 | 3158 | 3168 | 3161 |